# Війна Московії з Річчю Посполитою (1654—1667)
Війна Московії з Річчю Посполитою (літо 1654 — 20 (30) січня 1667) — збройний конфлікт між Московією (Московським царством) і, на початку, союзною Українською козацькою державною (Військом Запорозьким) проти Речі Посполитої Обох Народів з обмеженою участю Кримського ханства. Також в конфлікті брали участь інші сили: запорозькі (низові), слобідські та донські козаки, Шведська імперія. Окрім того, Військо Запорозьке в ході війни виступало як на боці Московії, так і на боці Речі Посполитої та врешті-решт воювало всередині під час періоду громадянської війни, відомої як «Руїна» (Лівобережна частина на стороні Московії, а Правобережна на стороні Речі Посполитої).
Війна розпочалася після укладення угоди між Гетьманщиною та Московським царством, відомої в історіографії як «Березневі статті». Одним з положень договору була воєнна допомога Війську Запорозькому в його революційній боротьбі проти Корони Королівства Польського (однієї з двох конфедеративних частин Речі Посполитої на рівні з Великим князівством Литовським).
Активні бойові дії було припинено з підписанням між Московією та Річчю Посполитою так званого Андрусівського перемир'я. Остаточно війна закінчилася підписанням 1686 року «Вічного миру».

## Термінологія
Ця війна має багато назв, вживання яких залежить від історіографічної школи:
- «Московсько-польська війна»;[1]
- «Тринадцятилітня війна»;[2][3]
- у радянській історіографії[en]: «російсько-польська війна», «війна Росії з Польщею за Україну», «війна між Росією та Річчю Посполитою», «боротьба за Білорусію й Україну», «війна з возз'єднання України та Білорусії з Росією»[3].
- у пострадянських країнах (передусім російській[ru], білоруській[be] й українській історіографіях) вживається назва «Російсько-польська війна»;[2][3][4]
- у польській історіографії, як аналогія до «Шведського потопу» вживається назва «Російський потоп» або просто «Потоп».[джерело?]

Власне, «війна Московії з Річчю Посполитою» та усі вищеописані терміни описують військовий конфлікт між двома державами, їхніми союзниками та васалами у період 1664—1667 років. Вона тісно пов'язана з іншими збройними конфліктами, які відбувалися в той самий час.
- На Півдні Понто-Балтійського перешийка[fr]:
  - Визвольною війною українського народу;
  - Українською національною революцією;
  - Московсько-козацькою війною 1658—1659 років;
  - Громадянською війною у Гетьманщині, відомою як «Руїна»;
  - Польсько-козацько-татарською війною 1666—1671 років.
- На Півночі Понто-Балтійського перешийка:
  - Другою Північною війною 1655—1660 років;
  - Московсько-шведською війною 1656—1658 років;
  - та «Шведським потопом».

Окрім того, ця війна є складовою багатьох серій воєн, зокрема: московсько-польських, литовсько-московських, московсько-козацьких, козацько-шляхетських, козацько-татарських.

## Передумови
Московське царство прагнуло перегляду умов Поляновського миру, яким завершилась так звана Смоленська війна з Річчю Посполитою, й відповідно повернення Смоленська, Сіверщини та Чернігівщини, втрачених на початку XVII століття.

## Напередодні війни
Повстання під проводом Богдана Хмельницького, що переросло у Визвольну війну серйозно послабило Річ Посполиту. Водночас складна внутрішня політична та фінансова ситуація в самій Московії у 1648—1651 роках відстрочила початок воєнних дій.
Царський уряд потурбувався про зовнішньополітичне забезпечення ізоляції свого супротивника, відправивши посольства в Голландію, Францію та «Священну Римську імперію германської нації».
Приводом до війни стало неправильне титулування московського царя Олексія Михайловича Романова в кількох виданих у Речі Посполитій книгах. Рішення почати війну було прийняте Боярською думою у лютому-березні 1653 року. Царський уряд влітку того ж року висунув вимоги до польського короля Яна II Казимира: заборонити книги з «образами» царя та покарати їхніх авторів, а також відновити дію Зборівської угоди. Вимоги були відхилені королем тож 1 (11) жовтня 1653 року Земський собор у Москві вирішив прийняти Військо Запорозьке під царську владу. Це рішення означало офіційне оголошення війни Речі Посполитій.
Річ Посполита не була готова до війни з Московським царством. Війська зазнали великих втрат у боротьбі з українськими козаками та їхніми союзниками кримцями. Скарбниці Польщі та Литви були виснажені, а стратегія оборони з опором на фортифікації анулювалася тим, що у Литві майже не було сучасних фортець.

## Хід війни
Сторони конфлікту:
- Московське царство, його союзники та васали
- Річ Посполита, її союзники та васали

### Перший період війни (1654—1655)

#### Наступ 1654 року
Основний удар Московського царства, який дістав назву «Смоленський похід» (ще відомий як «Государів похід»), спрямовувався на територію Великого князівства Литовського силами 3-х корпусів:
- від Новгорода і Пскова на Невель, Полоцьк і Вітебськ;
- від Москви на Смоленськ (головні сили, 41 тисяч війська);
- від Брянська на Рославль, Мстислав і Борисов.

На допомогу московським військам Богдан Хмельницький послав:
- 20-тисячний загін під проводом Івана Золотаренка наступати у Білу Русь (так звана «Білоруська кампанія»);
- сам же гетьман з основними козацькими силами та з московським загоном боярина Андрія Бутурліна[ru] мав діяти за напрямом Кам'янець — Львів — Люблін («Галицька кампанія»).

Воєнні дії почалися влітку 1654 року. Одне за одним здавалися московитам прикордонні литовські міста, лише Смоленськ зміг боронитися 3 місяці впродовж липня-вересня. Окрім Смоленська, під владою царя опинилися Невель, Вітебськ, Полоцьк, Орша. З боями вдалося взяти Мстислав, Шклов. 8-тисячна армія литовського гетьмана князя Януша Радзивілла була вщент розбита під Шепелевичами.
Восени військо Хмельницького вирушило в похід із Фастова та зайняло Острог, Межиріч та Рівне.
Успіхи московсько-козацького союзних військ призвели до укладення формального союзу між Кримським ханством та Річчю Посполитою проти Москви та Війська Запорозького.

#### Продовження кампанії у 1655 році
Взимку 1654—1655 років головні московські сили залишили Литву, тож княжому війську разом з загонами добровольців вдалося зробити спробу повернути втрачені території. І хоч литовцям вдалося зайняти кілька міст, 3-місячна облога Могильова завершилася невдачею через брак артилерії. Водночас в Україні польське коронне військо з'єдналося з татарами та у січні 1655 року вело важкі бої без явної переваги якоїсь зі сторін під Охматовим («Дрижиполем»).
Під час літньої кампанії 1655 козацькі підрозділи Івана Золотаренка спільно з головним московським військом князя Якова Черкаського розгромили армію князя Радзивілла та 13 (23) липня 1655 року заволоділи Мінськом, а 8 (18) серпня захопили Вільно. У серпні були здобуті Ковно й Гродно.
Восени того ж року московсько-козацькі війська обложили Львів та Кам'янець.
Того ж року значно ускладнилася стратегічна ситуація через що успішна інтервенція московсько-козацьких військ була перервана. Влітку із Річчю Посполитою почала війну Шведська імперія, що надалі історики назвали Шведським потопом. Такий крок був негативно сприйнятий у Москві, адже царат мав плани на реванш зі Швецією щодо втрачених на початку століття територій. Не бажаючи подальшого посилення конкурента, московський уряд припинив активні дії проти Речі Посполитої, а у жовтні 1656 року без консультації зі своїм головним союзником, Хмельницьким, уклав Віленське перемир'я. Водночас Московія розпочала війну проти Швеції.

### Другий період війни (1656—1659)

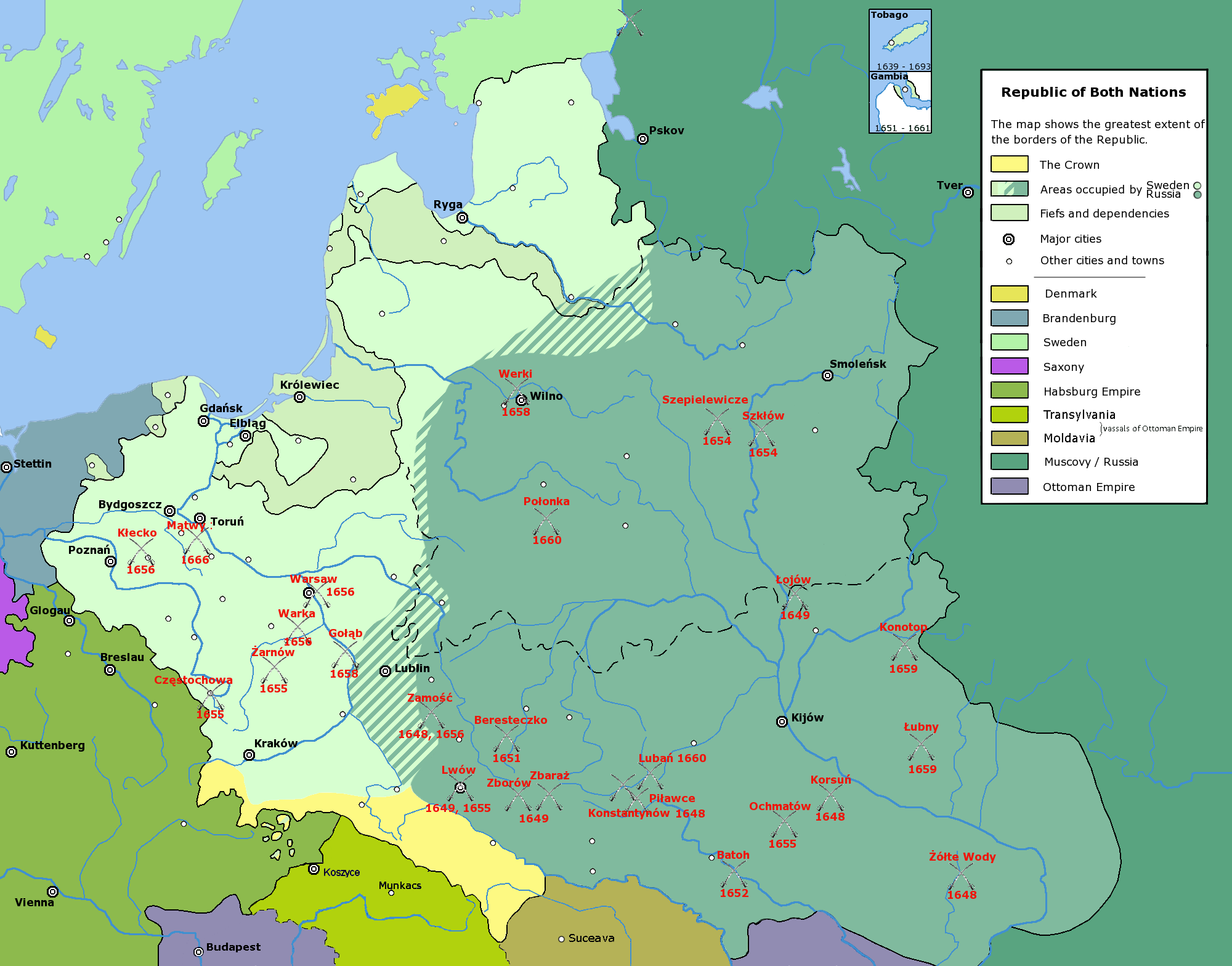
Мапа Речі Посполитої в момент найбільшої іноземної інтервенції з позначенням основних битв:
Корона Королівства Польського;
територія, захоплена Шведською імперією та Бранденбурзько-Прусською унією;
територія, захоплена Московським царством, Військом Запорозьким і Семигородським князівством;
феодальні володіння та залежні території.

#### Продовження козацько-шляхетської війни
Невдоволений сепаратним договором союзника, що порушував Березневі статті, Богдан Хмельницький вирішив не дотримуватися угоди про перемир'я. 1657 року проти Корони Королівства Польського гетьман відправив козацький корпус під проводом Антіна Ждановича, що діяв разом із союзником шведів, семигородським князем Дєрдем II Ракоці.
Зазнавши поразки від польсько-татарських військ, Жданович залишив Семигород і повернувся до Чигирина. Вважається, що звістка про поразку козаків прискорила смерть хворого Хмельницького.

#### Вплив московсько-козацької війни
По смерті Богдана Хмельницького 1657 року почався період, який історики називають «Руїна». Іван Виговський на старшинській раді обрався наказним гетьманом, що деякі історики розглядають як державний переворот проти наступника Богдана, його сина Юрія.
Виговський круто змінив зовнішню політику Гетьманщини. Оскільки Березневі статті Богдана Хмельницького перестали діяти після сепаратного Віленського перемир'я, то гетьман 6 (16) вересня 1658 року разом з Річчю Посполитою уклали Гадяцький договір. За ним Україна (під назвою «Велике князівство Руське») мала дістати ті ж права, що й Велике князівство Литовське чи Корона Королівства Польського, і приєднатися до Речі Посполитої як рівноправний член конфедерації («Речі Посполитої Трьох Народів»). Однак угода залишилася лише на папері оскільки проти неї виступила і частина шляхти, що ратифікувала на сеймі урізаний варіант договору, і частина козацтва, що повстала проти гетьмана.
Московія ж, після поразки підтриманого нею повстання Пушкаря та Барабаша, почала військову інтервенцію, яка згодом переросла у повноцінну громадянську війну. Козацька опозиція, що складалася з противників прийнятого Сеймом варіанту угоди, зробила своїм лідером молодшого сина Богдана Хмельницького, Юрася Хмельниченка.
Придушити своїх ворогів всередині держави Виговський не зміг, а оточення, що підтримувало його на початку так само перейшло на сторону Хмельницького-молодшого. Тож гетьман був змушений скласти булаву після козацької ради під Германівкою 10 (20) вересня 1659 року. На раді в урочищі Маслів Став під Росавою 23–24 вересня (3—4 жовтня) 1659 року «учинили гетьманом Юрія Хмелницького і знам'я і булаву і печатку і всякі справи Військові у Виговського взяли та віддали Юрію». Пізніше відбулась ще одна старшинська рада неподалік Трахтемирова у Жердевій долині, на якій розроблені так звані «Жердівські статті», які мали б поставити крапку у війні поміж Гетьманщиною та Московією, а також встановити мінімальну залежність гетьманату від царя. Однак, натомість під час другої Переяславської ради між Юрієм Хмельницьким та князем Олексієм Трубецьким були підписані Переяславські статті, які значно звузили автономію козацької держави.
В Україні також московські позиції зміцнилися, бо, попри розгром війська у Конотопській битві в липні 1659 року, війна була виграна Московією зважаючи на пункти Переяславських статей.

#### Відновлення бойових дій на напрямку Білої Русі
Водночас, на Півночі, війна Московського царства зі шведами йшла невдало, і після розгрому шведами Датсько-Норвезької унії (союзника Речі Посполитої та Москви) та виходу її з війни, а також звісток про дії Виговського було підписане Валієсарське перемир'я. Одразу ж поляки відновили воєнні дії проти московських військ у Литві. Однак, після перших успіхів литовських загонів Вінцента Корвіна-Госевського та Павла Яна Сапіги московським воєводам вдалося повністю відновити свої позиції у Великому князівстві Литовському і здобути Старий Бихов, чого їм не вдавалося 1654 і 1655 роках.

### Третій період війни (1660—1667)

#### Розгром московських військ у Литві
1660 рік виявився поворотним роком війни. Хоча він почався з нового наступу московської армії князя Івана Хованського на Новогрудок, Гродно та Берестя, але ситуація змінилася у травні 1660 року. Річ Посполита уклала Олівський мир зі шведами та змогла зосередити всі зусилля проти московських військ. Литовська армія, посилена коронним загоном гетьмана Стефана Чарнецького, наприкінці червня 1660 року під Полонкою завдала тяжкої поразки князю Хованському і вже на початку липня захопила Мінськ, а згодом — Полоцьк і усю Чорну Русь до річки Березина.
Протягом 1661 року литовському війську вдалося захопити Могильов, Себеж та інші міста князівства Литовського, а у листопаді 1661 року — його столицю Вільно.

#### Розгром московських військ в Україні

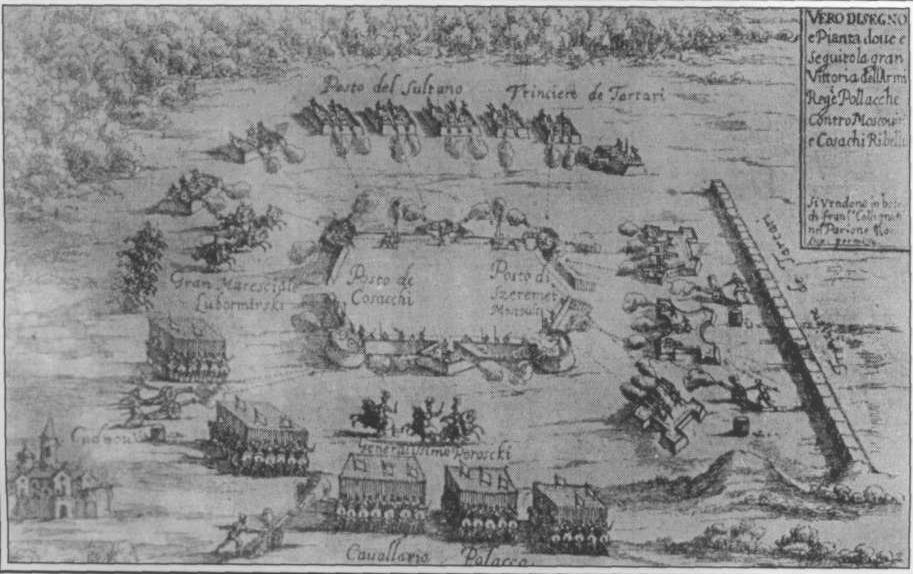
Битва під Чудновом

Влітку 1660 року, на сьомий рік війни з Річчю Посполитою, царський уряд вирішив завдати рішучого удару полякам і таким чином змусити їх укласти мир. На півдні військами керував київський воєвода князь Василь Шереметєв, якого підтримували два війська Гетьманщини: перше очолив переяславський полковник Тиміш Цицюра, якого Хмельницький призначив наказним гетьманом над лівобережними полками, а друге, правобережне, гетьман Юрій Хмельницький очолив особисто. Водночас Якима Сомка Хмельницький також призначив наказним гетьманом і йому було поручено займатися комплектацією додаткового контингенту у Білій Церкві для виправи на підмогу козацько-московському війську. Ця, так звана «Чуднівська кампанія» зазнала повного розгрому. Спочатку у битві під Любаром Шереметєв і Цицюра були змушені відступати на з'єднання з Хмельницьким, а вже під Чудновом залишилися в повному оточенні. Гетьман в результаті Слободищенської битви також опинився в оточенні. В результаті, 7 (17) жовтня 1660 року, Хмельницький підписав Слободищенський (Чуднівський) трактат з Річчю Посполитою, який, фактично, був урізаним варіантом Гадяцького договору Виговського. За цим документом скасовувалися, підписані рік тому, Переяславські статті, а Гетьманщина ставала частиною Речі Посполитої. Така зовнішньополітична переорієнтація з Москви на Варшаву гетьмана, що була ще менш вигідною за договір Виговського, не була підтримана великою частиною лівобережної старшини, особливо на фоні великих втрат під Чудновом саме серед лівобережців.
Сам же Шереметєв у жовтні 1660 був схоплений поляками при підписанні капітуляції московських військ і відданий кримському хану Мехмеду IV Ґераю разом з усім 15-тисячним військом.
На цей момент обидва супротивники опинилися в стані фінансової та внутрішньополітичної кризи. У Речі Посполитій бунтували солдати, яким не було виплатили жолд, шляхта утворювала так звані «конфедерації» проти короля, а у Московському царстві в цей час спроба заміни срібні гроші мідними призвела до інфляції й масових народних заворушень — «Мідного бунту». Це змусило обидві сторони розпочати переговори, що тягнулися безрезультатно протягом 1662—1664 років.

#### Похід Яна II Казимира та останні роки

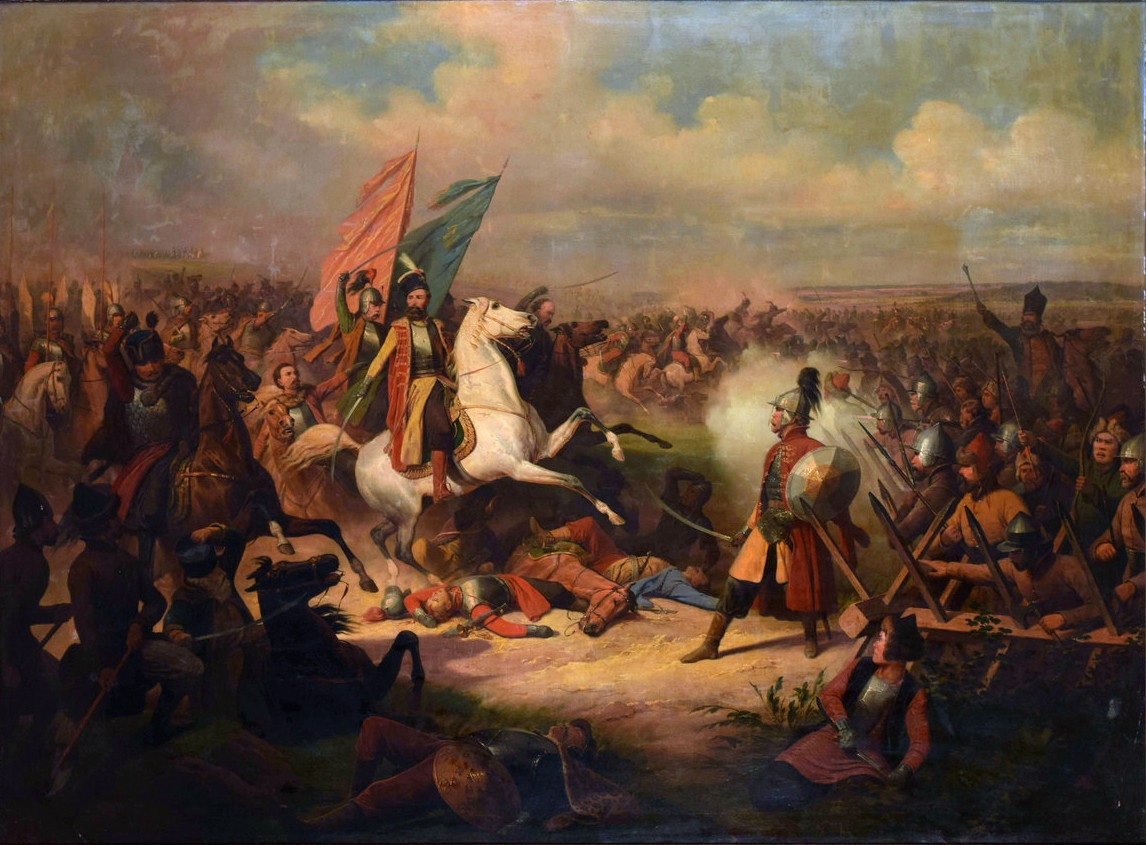
Стефан Чарнецький під час війни

Наприкінці 1663 року король Ян II Казимир Ваза великий похід на Лівобережжя. Його підтримали козацькі полки правобережного гетьмана Павла Тетері, але литовська армія не надала запланованої допомоги, а кримських татар виявилася недостатньою. Поляки захопили багато лівобережних міст, однак облога Глухова в січні 1664 року була невдалою, а потім король був змушений відступити від Новгорода-Сіверського.
Влітку 1664 року литовські війська здобули перемогу під Вітебськом над армією князя Хованського, зупинили наступ головних московських корпусів князів Якова Черкаського та Юрія Долгорукова і перенесли воєнні дії на територію Московії: на Новгородщину та Псковщину. Тим часом на Правобережжі вибухнуло повстання проти поляків та гетьмана Тетері. Коронний гетьман Стефан Чарнецький розпочав жорстоку й успішну кампанію проти повстанців, але вона закінчилася по його смерті на початку 1665 року.
У 1665 році воєнних дій фактично не було, оскільки князь Єжи Себастьян Любомирський підняв рокош проти короля. Скрутне становище королівського уряду у зв'язку з рокошем Любомирського намагалася використати московська делегація на нових переговорах, що розпочалися у квітні 1666 року в селі Андрусово. Царський уряд також намагався підкріпити свої вимоги воєнними діями влітку 1666 року, але взаємне виснаження воюючих сторін змусило обидва уряди піти на укладення компромісної угоди — Андрусівського перемир'я 1667 року.

## Полководці
| Список полководців             | Список полководців | Список полководців         | Список полководців | Список полководців | Список полководців |
| Ім'я                           | Портрет            | Роки життя                 | Опис участі | Участь у битвах    |                    |
| Московське царство             | Московське царство | Московське царство         | Московське царство | Московське царство |                    |
| ------------------------------ | ------------------ | -------------------------- | --- | ------------------ | ------------------ |
| Олексій Михайлович             |                    | 1629 — 1676                | Государ, Цар і Великий князь всієї Русії |                    |                    |
| Василь Бутурлін                |                    | ? — 1656 #                 | |                    |                    |
| Яків Черкаський                |                    | ? — 1666 #                 | |                    |                    |
| Іван Хованський                |                    | поч. XVII — 1682           | |                    |                    |
| Олексій Трубецькой             |                    | бл. 1600—1680              | |                    |                    |
| Юрій Долгоруков                |                    | бл. 1610—1682              | |                    |                    |
| Василь П. Шереметєв            |                    | ? — 1659 #                 | |                    |                    |
| Федір Волконський              |                    | ? — 1665 #                 | |                    |                    |
| Юрій Барятинський              |                    | 1610-ті — 1685             | |                    |                    |
| Іван Лобанов-Ростовський       |                    | ? — 1664 #                 | |                    |                    |
| Григорій Косагов               |                    | ? — 1701                   | |                    |                    |
| Василь Б. Шереметєв            |                    | 1622 — 1682 (POW)          | |                    |                    |
| Григорій Ромодановський        |                    | ? — 1682                   | |                    |                    |
| Річ Посполита                  |                    |                            | |                    |                    |
| Ян II Казимир                  |                    | 1609 — 1672                | |                    |                    |
| Януш Радзивілл                 |                    | 1612 — 1655 #              | |                    |                    |
| Стефан Чарнецький              |                    | 1599 — 1665 (DOW)          | |                    |                    |
| Вінцент Корвін-Госевський      |                    | 1620 — 1662                | |                    |                    |
| Станіслав Лянцкоронський       |                    | 1590 — 1657 #              | |                    |                    |
| Єжи Себастьян Любомирський     |                    | 1616 — 1667                | |                    |                    |
| Михайло Казимир Пац            |                    | 1624 — 1682                | |                    |                    |
| Александр Гіларій Полубінський |                    | 1626 — 1679                | |                    |                    |
| Станіслав «Ревера» Потоцький   |                    | бл. 1589—1667              | |                    |                    |
| Павло Ян Сапіга                |                    | 1609 — 1665 #              | |                    |                    |
| Андрій Потоцький               |                    | ? — 1691 #                 | |                    |                    |
| Військо Запорозьке             |                    |                            | |                    |                    |
| Богдан Хмельницький            |                    | 1596 — 1657 #              | Гетьман Війська Запорозького |                    |                    |
| Іван Виговський                |                    | 1608 — 1664                | У 1657—1658 роках на стороні Московського царства, як гетьман васального Війська Запорозького.У 1658—1659 роках на стороні Речі Посполитої, як гетьман васального Війська Запорозького.З 1659 року на стороні Речі Посполитої, як підданий Короля. Звинувачений у зраді Короля та страчений.                                                                                         | 1659: Хмільник     |                    |
| Юрій Хмельницький              |                    | 1641 — 1685                | У 1659—1660 роках на стороні Московського царства, як гетьман васального Війська Запорозького.У 1660—1663 роках на стороні Речі Посполитої, як гетьман васального Війська Запорозького. |                    |                    |
| Яким Сомко                     |                    | 1610-ті — 1663             | Під час Чуднівської кампанії на стороні Московського царства, як наказний гетьман васального Війська Запорозького.У 1660—1663 роках на стороні Московського царства, як, де-факто, гетьман Війська Запорозького на Лівобережжі. Після низки спроб обратися повноважним гетьманом і після Чорної ради був звинувачений у зв'язках з правобережним козацтвом, зраді Царя та страчений. |                    |                    |
| Іван Брюховецький              |                    | 1623 — 1668                | |                    |                    |
| Іван Золотаренко               |                    | ? — 1655 (DOW)             | Наказний гетьман Сіверський |                    |                    |
| Антін Жданович                 |                    | ? — після 1660             | |                    |                    |
| Іван Богун                     |                    | ? — 1664                   | У 1654—1658 і 1659—1660 роках на стороні Московського царства, як воєначальник васального Війська Запорозького.У 1658—1659 і 1660—1664 роках на стороні Речі Посполитої, як воєначальник васального Війська Запорозького. Страчений. |                    |                    |
| Іван Безпалий                  |                    | ? — 1718                   | Самопроголошений наказний гетьман. Ставленик Московського царства у московсько-козацькій війні 1658—1659 років. |                    |                    |
| Тиміш Цицюра                   |                    | до 1630 — після 1671 (POW) | У 1654—1658 і 1659—1660 роках на стороні Московського царства, як воєначальник васального Війська Запорозького.У 1658—1659 і 1660—1662 роках на стороні Речі Посполитої, як воєначальник васального Війська Запорозького. Захоплений у полон і засланий у Сибір. |                    |                    |
| Іван Нечай                     |                    | ? — після 1673 (POW)       | |                    |                    |
| Данило Виговський              |                    | ? — 1659 (POW)             | |                    |                    |
| Павло Тетеря                   |                    | 1620/1622 — поч. 1670      | |                    |                    |
| Петро Дорошенко                |                    | 1627 — 1698                | |                    |                    |
| Іван Сірко                     |                    | 1605/1610 — 1680           | |                    |                    |
| Кримське ханство               |                    |                            | |                    |                    |
| Мехмед IV Ґерай                |                    | 1610 — 1674                | |                    |                    |
| Карач-бей                      |                    | ? — 1663 †                 | |                    |                    |
| Мурад Ґерай                    |                    | 1627 — 1696                | |                    |                    |
| Шведська імперія               |                    |                            | |                    |                    |
| Карл X Густав                  |                    | 1622 — 1660 #              | |                    |                    |

## Перемовини та мир

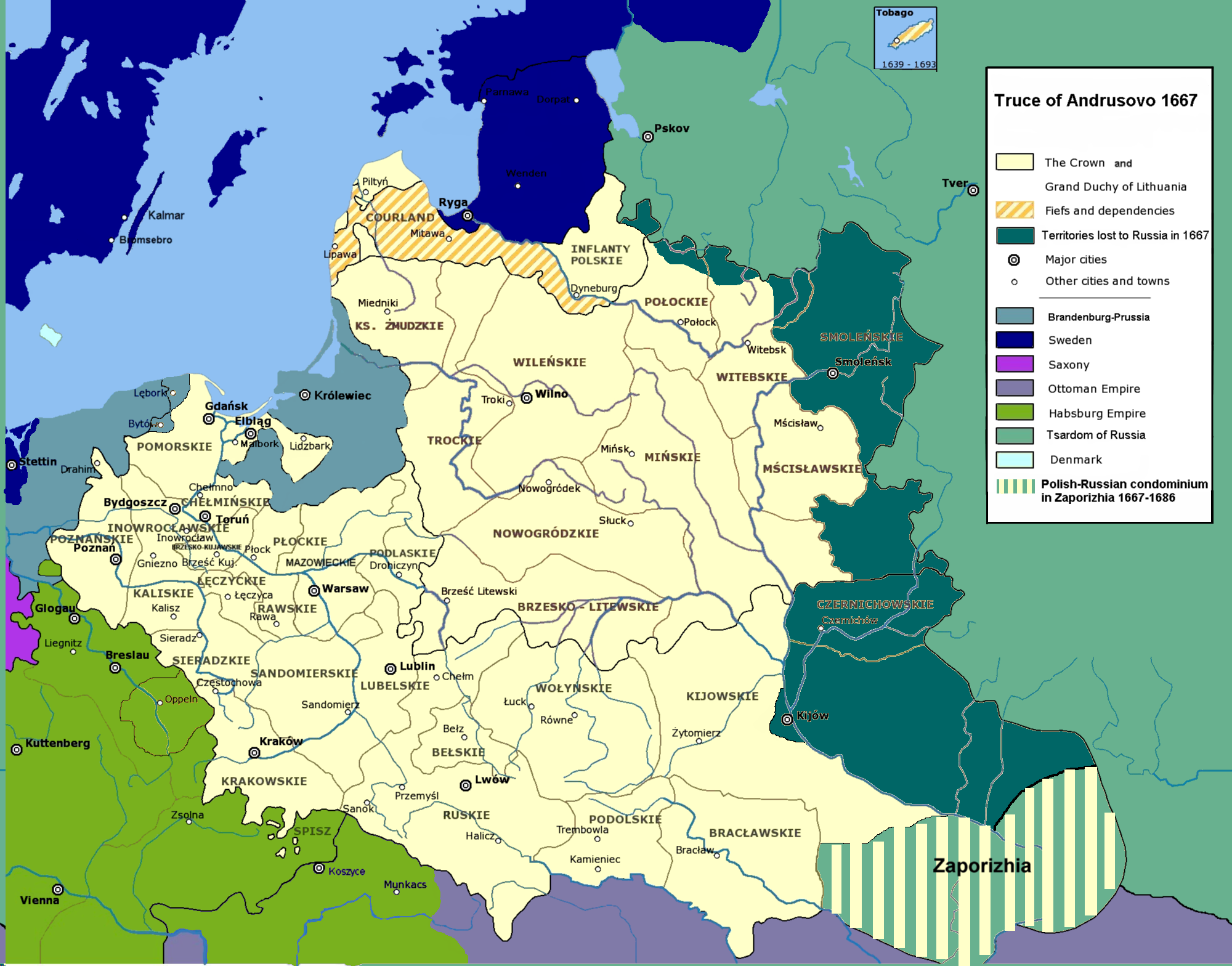
Результат Андрусівського перемир'я:
територія, захоплена Московським царством: в Україні — Лівобережжя, Стародубщина та місто Київ з околицями, у Білій Русі — Смоленщина та прикордоння;
територія, захоплена Річчю Посполитою, в тому числі територія Правобережжя;
територія Війська Запорозького Низового, що мала б бути спільною між Москвою та Польщею.

Переговорні процеси під час війни були частим явищем. Зокрема у 1656 році у невеличкому містечку Немежис було підписано так зване «Віленське перемир'я». Перемир'я мало діяти до 1658 року.
Переговорний процес, що мав би остаточно завершити війну між Московією та Річчю Посполитою тривав впродовж 1654—1667 років. Переговори розпочалися 11 (21) червня 1664 року у литовському містечку Дуровичі. Польську делегацію очолювали серадзький воєвода Ієронім Вержбовський та жмудський староста Юрій Кароль Глібович, московську — князь Микита Одоєвський та боярин Афанасій Ордін-Нащокін. Одночасно поляки проводили сепаратні переговори зі Шведською імперією та Кримським ханством, направлені на укладення союзу проти Московії.
12 (22) липня 1664 року, під час восьмої зустрічі міждержавної комісії, московські дипломати заявили, що хочуть укласти «вічний мир» між Москвою та Варшавою, але на умовах переходу під владу царя Великого князівства Литовського, всієї України та Запорожжя. З огляду на неможливість виконання цих вимог польською стороною переговори були відкладені й поновилися лише 1 (11) січня 1666 року неподалік села Звєровічі у Литві. 10 (20) травня 1666 року комісія перемістилася до села Андрусово поблизу Смоленська. Поляки на чолі з Кшиштофом Кезгайлом Завішею пропонували московитам великі територіальні поступки та укладення тимчасового миру на 12, 15, 18 або 20 років. Водночас царська делегація, яку очолив Ордін-Нащокін, відмовлялася від бажання володіти землями Литви та Правобережної України в обмін на відмову Польщі від Лівобережжя. 30 грудня (9 січня) 1666 переговори завершилися погодженням позицій обох сторін, що спричинило підписання 30 січня (9 лютого) 1667 перемир'я між Московією та Річчю Посполитою, відоме як Андрусівське перемир'я.